# TSSC4
TSSC4 (англ. Tumor suppressing subtransferable candidate 4) – білок, який кодується однойменним геном, розташованим у людей на 11-й хромосомі. Довжина поліпептидного ланцюга білка становить 329 амінокислот, а молекулярна маса — 34 326.
| 10         |  | 20         |  | 30         |  | 40         |  | 50         |
| ---------- |  | ---------- |  | ---------- |  | ---------- |  | ---------- |
| MAEAGTGEPS |  | PSVEGEHGTE |  | YDTLPSDTVS |  | LSDSDSDLSL |  | PGGAEVEALS |
| PMGLPGEEDS |  | GPDEPPSPPS |  | GLLPATVQPF |  | HLRGMSSTFS |  | QRSRDIFDCL |
| EGAARRAPSS |  | VAHTSMSDNG |  | GFKRPLAPSG |  | RSPVEGLGRA |  | HRSPASPRVP |
| PVPDYVAHPE |  | RWTKYSLEDV |  | TEVSEQSNQA |  | TALAFLGSQS |  | LAAPTDCVSS |
| FNQDPSSCGE |  | GRVIFTKPVR |  | GVEARHERKR |  | VLGKVGEPGR |  | GGLGNPATDR |
| GEGPVELAHL |  | AGPGSPEAEE |  | WGSHHGGLQE |  | VEALSGSVHS |  | GSVPGLPPVE |
| TVGFHGSRKR |  | SRDHFRNKSS |  | SPEDPGAEV  |  |            |  |            |

A: Аланін

C: Цистеїн

D: Аспарагінова кислота

E: Глутамінова кислота

F: Фенілаланін

G: Гліцин

H: Гістидин

I: Ізолейцин

K: Лізин

L: Лейцин

M: Метіонін

N: Аспарагін

P: Пролін

Q: Глутамін

R: Аргінін

S: Серин

T: Треонін

V: Валін

W: Триптофан

Кодований геном білок за функцією належить до фосфопротеїнів. 
Задіяний у таких біологічних процесах, як ацетилювання, альтернативний сплайсинг. 